# سیارک ۲۲۹۸
سیارک ۲۲۹۸ (به انگلیسی: 2298 Cindijon، نامگذاری:A915TA) دو هزار و دویست و نود و هشتمین سیارک کشف شده‌است که در ۲ اکتبر ۱۹۱۵ و در هایدلبرگ کشف شد.
قدر مطلق سیارک برابر ۱۲٫۹۰ است.